# کیا کی۸
کیا کی۸ (انگلیسی: Kia K8) یک خودروی اندازه بزرگ سدان است که توسط کیا موتورز ساخته شده‌است. این خودرو در ۱۷ فوریه ۲۰۲۱ به‌عنوان جانشین کیا کادنزا معرفی شد. یکی از بزرگ‌ترین مزایای کیا کی۸ جدید نسبت به نسخه‌های قبلی کادنزا اضافه شدن سامانه چهار چرخ محرک است. به‌طور انحصاری برای مدل بنزینی ۶ سیلندر ۲۹۵ اسب بخاری، یک سیستم AWD مبتنی بر محور جلو به صورت استاندارد است. سیستم تعلیق با قابلیت تنظیم الکترونیکی، افزایش نسبت دنده‌ها و عایق‌بندی با شیوه کمپلت کابین از دیگر ویژگی‌های کیا کی۸ است.

## پیشرانه
کیا کی۸ به یک پیشرانه ۳٫۵ لیتری V۶ با توانایی تولید قدرت ۲۹۵ اسب بخار قدرت مجهز است. این پیشرانه تنها یکی از گزینه‌های موجود برای کی۸ است و در کنار آن یک نسخه ۴ سیلندر ۲٫۵ لیتری با قدرت ۱۹۵ اسب بخار نیز در دسترس است. علاوه بر این، کیا برای این خودرو یک پیشرانه ۳٫۵ لیتری LPI نیز در نظر گرفته‌است که ۲۳۶ اسب بخار قدرت تولید می‌کند.

## امکانات
گفته شد که فضای داخلی کی۸ از یک اتاق استراحت درجه یک الهام گرفته شده‌است. از جمله تجهیزات رفاهی و ایمنی در دسترس در کیا کی۸ می‌توان به سیستم تهویه و گرمکن صندلی‌ها، سیستم تهویه مطبوع هوشمند با فیلتر هوا، صفحه نمایش ۱۲٫۳ اینچی برای سامانه سرگرمی و همچنین صفحه نمایش ۱۲٫۳ اینچی برای نشانگرهای پشت فرمان، سیستم کمکی نمایش علائم راهنمایی و رانندگی روی شیشه جلو، کنترل ادوات داخل کابین با فرامین صوتی، سیستم صوتی حرفه‌ای هارمن کاردن با ۱۴ بلندگو، نورپردازی محیطی همگام با سیستم ناوبری، سامانه پیشگیری از تصادف و کروز کنترل هوشمند اشاره کرد.

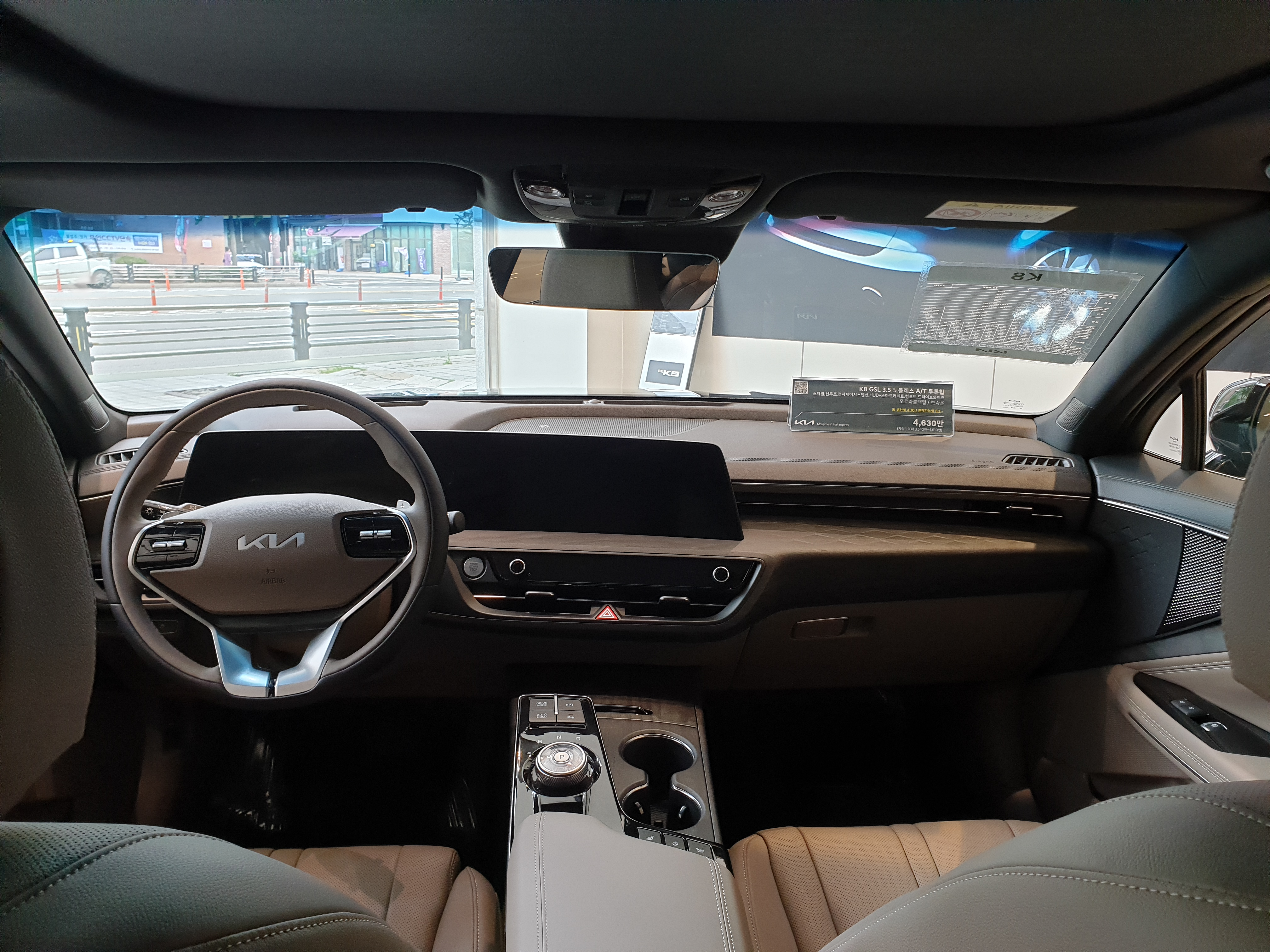
Interior
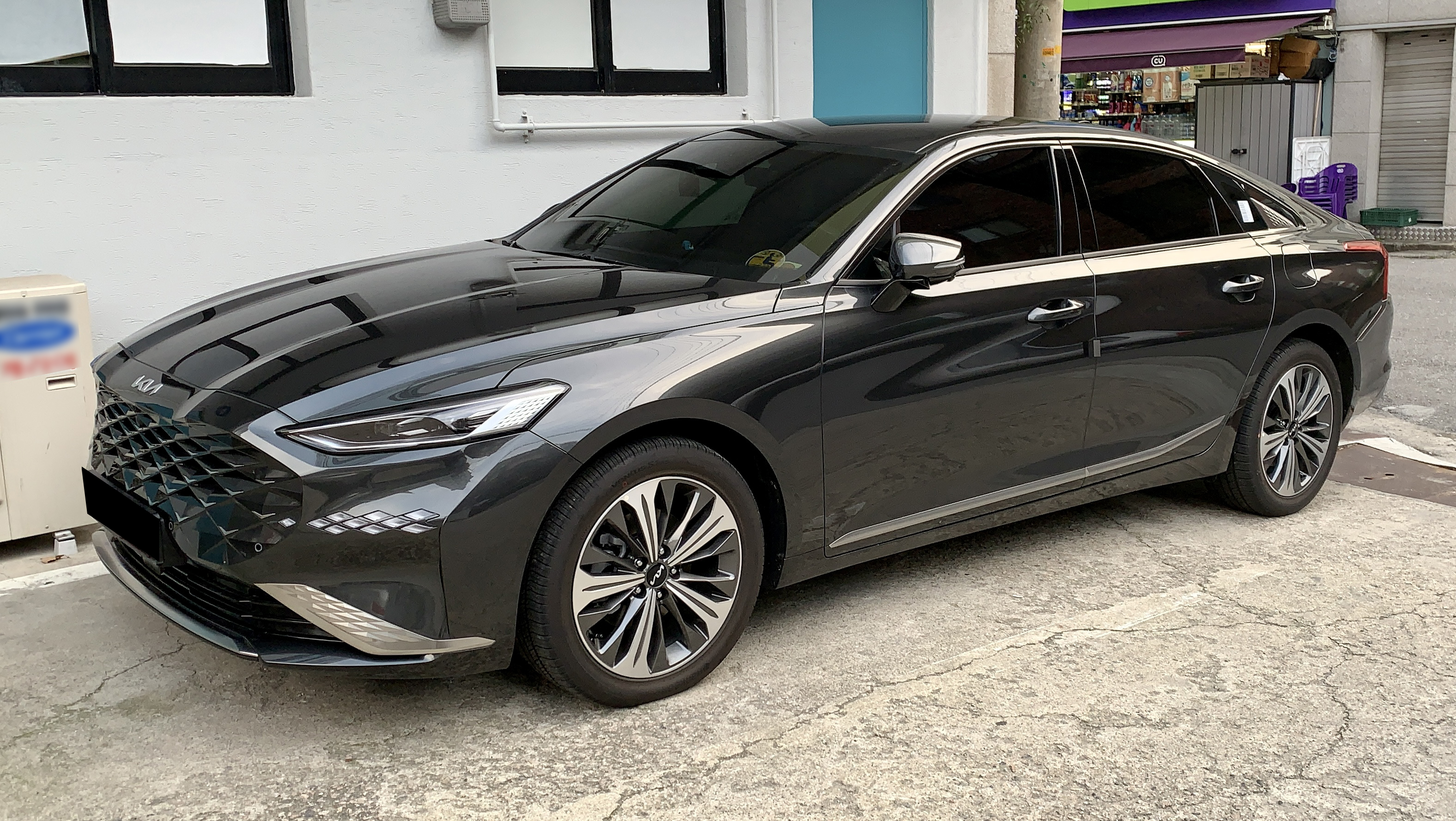
نمای جلو
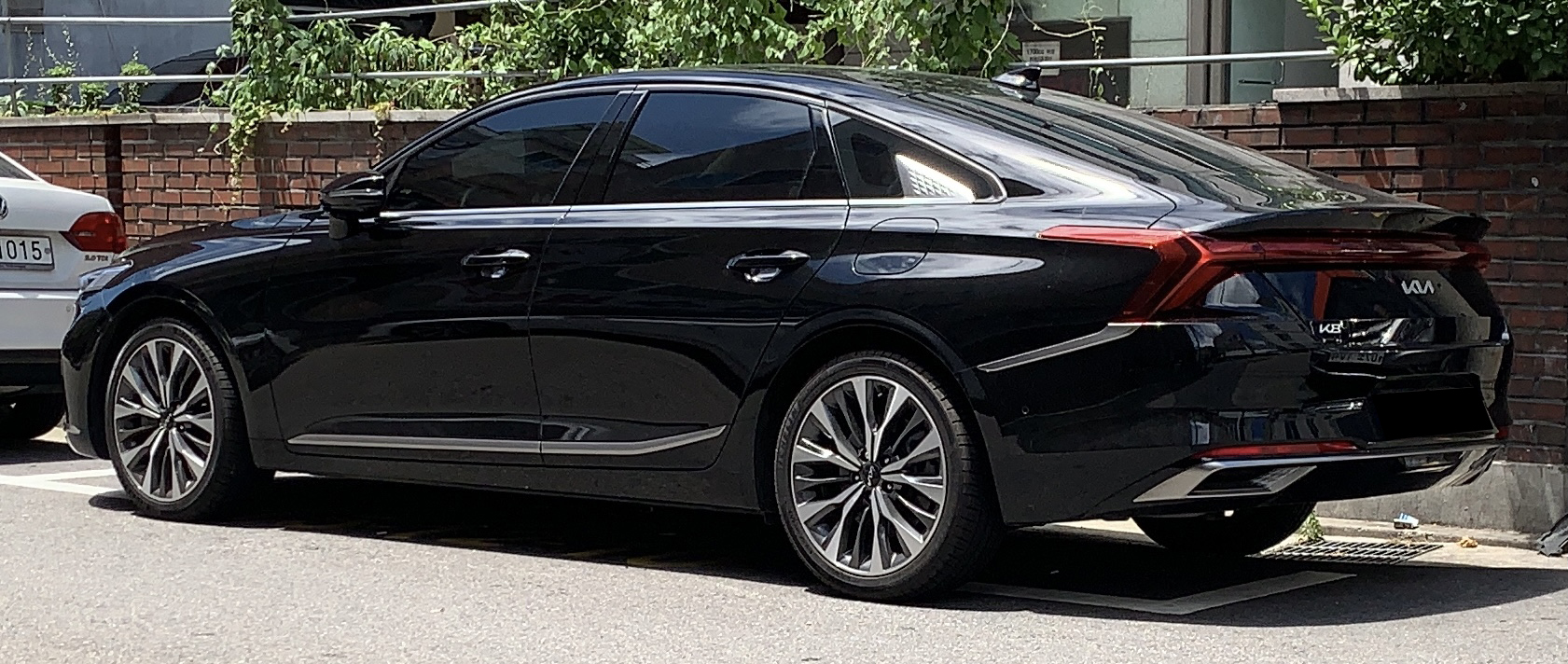
نمای عقب